# San Sebastiano (Reni Londra)
San Sebastiano è un dipinto del pittore bolognese Guido Reni realizzato nel 1635-1640 e conservato nella Dulwich Picture Gallery a Londra nel Regno Unito.